# Жарковац (Сомбор)
Жарковац је село удаљено од Сомбора осам километара, у правцу југоистока. Ово
насеље спада у ушорени тип салаша.

## Историјат
Жарковац је настао у делу некадашњег атара пустаре Градина, где су некадашњи
сомборски српски граничари имали поседе, у близини узвишења Клиса, где су
археолози открили трагове средњовековног насеља, старог више од седам векова.
Жарковац је најраније забележен као Мало Жарково 1720. године, као један од
тридесет пустара које су припадале сомборским граничарима.

## Површина
У 20. веку је забележено да се атар Жарковца простирао на 1.270 јутара. (Атар
Жарковца је све до 20. века припадао атару Западне Градине и тако је и вођен у
пореским књигама, због тога немамо детаље из тог периода.)

## Попис становништва
Први попис земљопоседника на овом салашу начињен је 1746.године , када су овде
записана многа имања многих српских породица (Иђушки, Канурић, Макарин,
Макарић, Марковачки, Морокваша, Раданов, Свирац, Жарковачки и сл.).
Према попису из 1764. године, Жарковац је имао 31 породицу са салашима, а према
попису из 1775. године, 11 година касније, само 25 салаша.
У Жарковцу и околним селима, 1866.године, било је чак 130 кућа.
Дрвени крст крај салаша подигнут је 1864.године, а камени крст је освећен 1883.
године, и обнављан је више пута (последњи пут 2011. године).
Слава Салашка водица се обележава на Ивандан.

## Прва школа и читаоница
Школа у Жарковцу отворена је 1853.године, крајем 1937.године донето је решење за изградњу нове зграде, а 1938.године је направљена нова зграда. Основана и Читаоница и књижница "Радичевић", 1922.године.
Забележено је 156 домаћинстава (528 становника) у Жарковцу, 1961.године, али после њихов број знатно опада.

## Занимљивост
Министар просвете је 1921.године поставио Софију Цвејић за учитељицу сомборског салаша Жарковац.